# Agnes von Meißen
Agnes von Meißen (* vor 1264; † nach September 1332) war eine Tochter von Albrecht II. (dem Entarteten) und Margaretha von Staufen.
Sie war vermählt (vor 1284) mit Heinrich dem Wunderlichen von Braunschweig-Grubenhagen und ist Mutter von Adelheit-Irene (1293–1324), der ersten Gemahlin des byzantinischen Kaisers Andronikos III.
Agnes galt als Förderin für Literatur. Dies zeugte von einer gewissen Bildung des Adelsstandes. Ob sie tatsächlich Handschriften mit den epischen Werken selbst gelesen haben, ist ungewiss. Sicher ist, dass die meisten Adeligen Personen in ihren Diensten hatten, die des Schreibens und Lesens mächtig waren. Dies war in der Regel der Hofkleriker, der auch als Schreiber für Urkunden eingesetzt wurde. 

## Kinder
Aus der Ehe mit Heinrich gingen folgende Kinder hervor:
- Alessina (1282–?) ⚭ Graf Friedrich von Beichlingen († 1333)
- Otto (1283–1309)
- Albrecht (1284–1341), Deutsch-Ordens-Komtur zu Meran
- Adelheid (1285–1320) ⚭ Herzog Heinrich VI. von Kärnten (1265–1335)
- Agnes († 1332), Nonne zu Osterode
- Heinrich II. (1289–1351)

1. ⚭ Jutta von Brandenburg-Landsberg
2. ⚭ Heilwig von Lusignan (Haus Lusignan)

- Adelheid-Irene (1293–1324) ⚭ Kaiser Andronikos III. von Byzanz (1297–1341)
- Ernst (1297–1361)
- Mathilde († 1344) ⚭ Graf Johann II. von Mecklenburg-Werle-Güstrow († 1337)
- Richardis († 1332), Äbtissin von Osterode 1325–1332
- Wilhelm († 1360)
- Johann († 1367), Propst des Stifts Sankt Alexandri in Einbeck